# Comuna Novomîkolaiivka, Novîi Buh
Novomîkolaiivka (în ucraineană Новомиколаївка) este o comună în raionul Novîi Buh, regiunea Mîkolaiiv, Ucraina, formată din satele Maiske, Novomîkolaiivka (reședința), Pavlivka, Prîvilneanske și Veselîi Podil.

## Demografie
Componența lingvistică a comunei Novomîkolaiivka
     Ucraineană (96,38%)
     Rusă (3,5%)
     Alte limbi (0,11%)
Conform recensământului din 2001, majoritatea populației comunei Novomîkolaiivka era vorbitoare de ucraineană (96,38%), existând în minoritate și vorbitori de rusă (3,5%).